# Glen Scantlebury
Glen Scantlebury est un monteur, réalisateur et scénariste américain.

## Filmographie

### Montage
- 1988 : Big Time de Chris Blum
- 1990 : The Spirit of '76 de Lucas Reiner
- 1992 : Dracula de Francis Ford Coppola
- 1995 : My Dubious Sex Drive
- 1997 : Little Dieter Needs to Fly
- 1997 : Les Ailes de l'enfer (Con Air)
- 1998 : Armageddon
- 1999 : Le Déshonneur d'Elisabeth Campbell (The General's Daughter)
- 2001 : Lara Croft : Tomb Raider
- 2001 : Une virée en enfer (Joy Ride)
- 2003 : Massacre à la tronçonneuse (The Texas Chainsaw Massacre)
- 2004 : My Tiny Universe
- 2005 : Two for the Money
- 2007 : Pathfinder
- 2007 : Transformers
- 2010 : Les Griffes de la nuit
- 2011 : Dream House de Jim Sheridan
- 2012 : Medallion
- 2012 : Twixt
- 2014 : Ninja Turtles (Teenage Mutant Ninja Turtles) de Jonathan Liebesman
- 2017 : Billionaire Boys Club de James Cox

### Réalisation
- 1995 : My Dubious Sex Drive
- 2004 : My Tiny Universe

### scénario
- 1995 : My Dubious Sex Drive
- 2004 : My Tiny Universe